# Archicnephasia hartigi
Archicnephasia hartigi is een vlinder uit de familie bladrollers (Tortricidae). De wetenschappelijke naam is voor het eerst geldig gepubliceerd in 1983 door Razowski.
De soort komt voor in Europa.